# St. Jakobus der Ältere (Emerkingen)

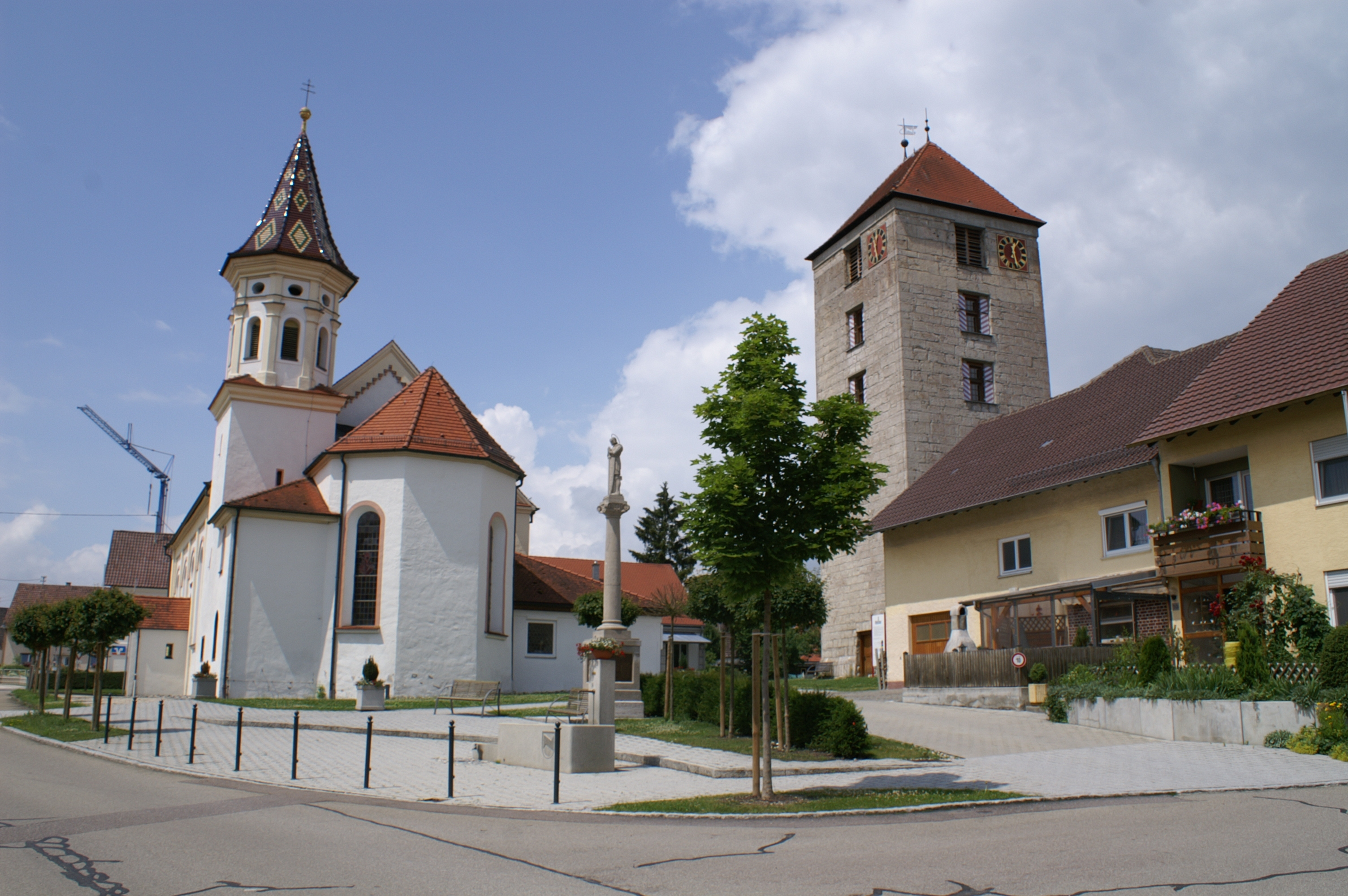
St. Jakobus der Ältere (Emerkingen)

Die römisch-katholische Pfarrkirche St. Jakobus der Ältere steht in
Emerkingen, einer Gemeinde im Alb-Donau-Kreis in Baden-Württemberg. Die Pfarrei gehört zur Diözese Rottenburg-Stuttgart. Das Bauwerk ist beim Landesamt für Denkmalpflege Baden-Württemberg als Baudenkmal eingetragen.

## Beschreibung
1103 wurde die Kirche als Burgkapelle im spätgotischen Baustil erbaut. Die unteren Geschosse des Kirchturms wurden 1874 mit einem achteckigen, mit Pilastern gegliederten Glockengeschoss aufgestockt und mit einem spitzen Helm bedeckt. Der Anbau des Langhauses erfolgte 1893. Das spätgotische Marienbildnis im Langhaus, das barocke Kreuz an der linken Wand des eingezogenen, dreiseitig geschlossenen Chors stammt aus dem 18. Jahrhundert. 
Die große Kreuzigungsgruppe im Chor ist eine 1955 geschaffene Kopie eines Altarretabels von Matthias Grünewald. Die Orgel wurde 1898 als Opus 58 von den Gebr. Späth Orgelbau gebaut.